# سان جوزيبي ياتو
سان جوزيبي ياتو (بالإيطالية: San Giuseppe Jato)‏ هي بلدية في مقاطعة باليرمو في صقلية الإيطالية.

## السكان
في سنة 1861 بلغ عدد السكان 4٬310 نسمة، وتطور العدد ليصل في سنة 2011 لـ 8٬511 نسمة.
يظهر هذا المخطط البياني تطور النمو السكاني لـ سان جوزيبي ياتو